# New Britain, Connecticut
New Britain, stad i Hartford County, Connecticut, USA med cirka 71 254 invånare (2005). 